# Calliclava craneana
Calliclava craneana é uma espécie de gastrópode do gênero Calliclava, pertencente a família Drilliidae.